# العلاقات السورية القرغيزستانية
العلاقات السورية القيرغيزستانية هي العلاقات الثنائية التي تجمع بين سوريا وقيرغيزستان.

## مقارنة بين البلدين
هذه مقارنة عامة ومرجعية للدولتين:
| وجه المقارنة                                              | سوريا                    | قيرغيزستان                      |
| --------------------------------------------------------- | ------------------------ | ------------------------------- |
| المساحة (كم2)                                             | 185.18 ألف               | 199.95 ألف                      |
| عدد السكان (نسمة)                                         | 18.27 مليون              | 6.20 مليون                      |
| الكثافة السكانية (ن./كم²)                                 | 98.66                    | 31.01                           |
| العاصمة                                                   | دمشق                     | بيشكك                           |
| اللغة الرسمية                                             | اللغة العربية            | اللغة الروسية، اللغة القيرغيزية |
| العملة                                                    | ليرة سورية               | سوم قيرغيزستاني                 |
| الناتج المحلي الإجمالي (بليون دولار)                      | 60.20 مليار              | 7.56 مليار                      |
| الناتج المحلي الإجمالي (تعادل القوة الشرائية) بليون دولار |                          | 20.45 مليار                     |
| الناتج المحلي الإجمالي الاسمي للفرد دولار أمريكي          |                          | 1.10 ألف                        |
| الناتج المحلي الإجمالي للفرد دولار أمريكي                 |                          |                                 |
| مؤشر التنمية البشرية                                      | 0.594                    | 0.655                           |
| رمز المكالمات الدولي                                      | +963                     | +996                            |
| رمز الإنترنت                                              | .sy                      | .kg                             |
| المنطقة الزمنية                                           | ت ع م+02:00، ت ع م+03:00 | ت ع م+06:00                     |

## منظمات دولية مشتركة
يشترك البلدان في عضوية مجموعة من المنظمات الدولية، منها:
| علم المنظمة | اسم المنظمة                        | تاريخ انضمام سوريا | تاريخ انضمام قيرغيزستان |
| ----------- | ---------------------------------- | ------------------ | ----------------------- |
|             | مؤسسة التنمية الدولية              | 28 يونيو 1962      | 24 سبتمبر 1992          |
|             | يونسكو                             | 16 نوفمبر 1946     | 2 يونيو 1992            |
|             | وكالة ضمان الاستثمار متعدد الأطراف | 14 مايو 2002       | 21 سبتمبر 1993          |
|             | الأمم المتحدة                      | 24 أكتوبر 1945     | 2 مارس 1992             |
|             | الاتحاد البريدي العالمي            | ?                  | ?                       |
|             | البنك الدولي للإنشاء والتعمير      | 10 أبريل 1947      | 18 سبتمبر 1992          |
|             | منظمة التعاون الإسلامي             | 1972               | ?                       |
|             | منظمة حظر الأسلحة الكيميائية       | ?                  | ?                       |
|             | الاتحاد الدولي للاتصالات           | 12 يناير 1924      | 20 يناير 1994           |
|             | مؤسسة التمويل الدولية              | 28 يونيو 1962      | 11 فبراير 1993          |
|             | منظمة الشرطة الجنائية الدولية      | ?                  | ?                       |

## وصلات خارجية
- موقع وزارة الخارجية القيرغيزستانية